# За єдність, згоду і відродження
«За є́дність, зго́ду і відро́дження» (рос. За единство, согласие и возрождение, скор. ЗЕВС) — політична спілка, на чолі з головою («губернатором») донецької ОДА. Спілка, що об'єднує більше 120 обласних громадських організацій та політичних партій і нараховує більше 100 тис. осіб. Підтримувала і висловлювалася на підтримку президенського [Кучма] курсу (1999, 2001).
27 лютого 2001 в Донецьку пройшла звітно-виборна конференція Спілки «За єдність, злагоду і відродження», котра
- висловила підтримку президентського курсу
- зареєстровані ще 7 колективних членів, які увійшли до складу Союзу (обласні організації товариства «Знання» , Асоціації платників податків, Республіканської християнської партії та ін.)
- переобрала головою повторно Януковича

Учасники конференції прийняли і направили Президенту України звернення про недопущення ним виборів за партійними списками і про негайне втіленні в життя результатів всенародного референдуму. У своєму виступі заступник голови Спілки, народний депутат України Володимир Рибак підкреслив, що «у нас сьогодні немає іншого виходу, окрім як об'єднатися навколо Президента — гаранта Конституції».

## Історія

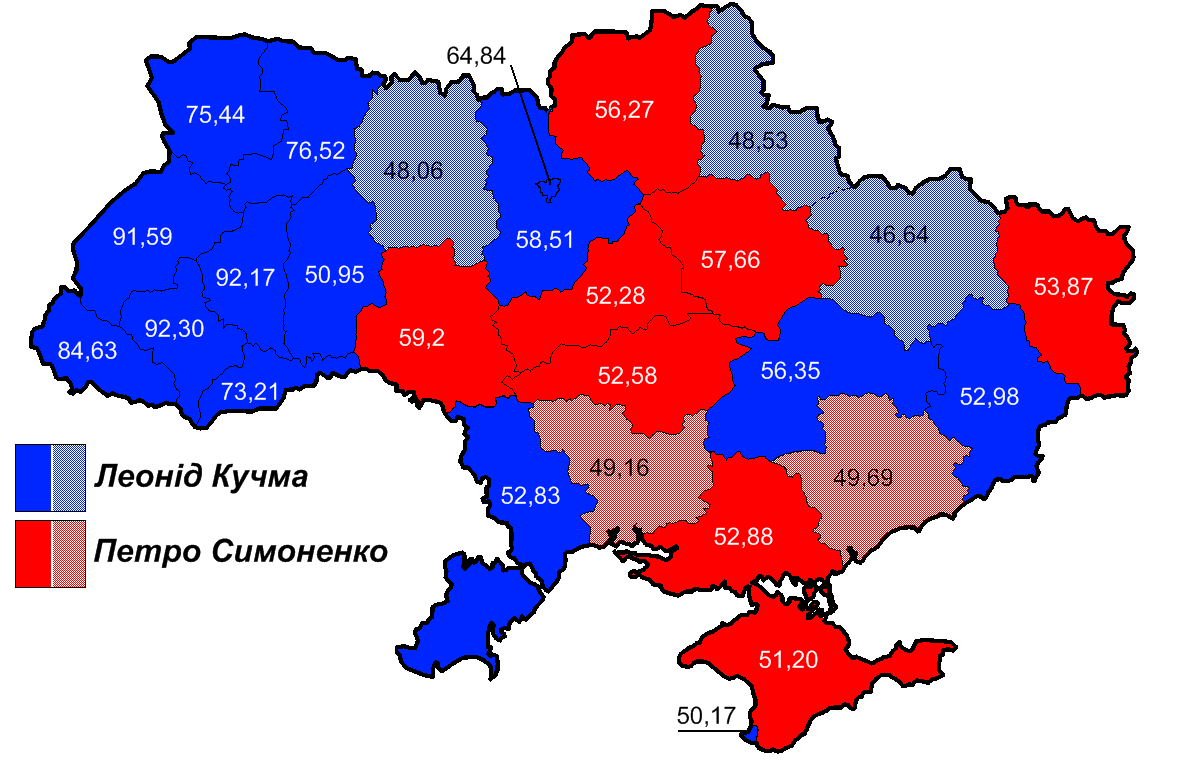
Вибори. 2. тур

- Утворена 1999[2], як сказано на politdengi, «напередодні президентських виборів у Донецькій області». Analytic-info з посиланням на segodnya.ua зазначає[3]:|  | Губернатор Донецької області Віктор Янукович організовує об'єднання «ЗЕВС» (За єдінство, возрожденіє і согласіє) на підтримку кандидатури Леоніда Кучми на виборах президента. І Леонід Данилович набирає в області у другому турі 53%, хоча в першому турі тут переміг лідер комуністів Петро Симоненко. |

І далі за текстом: 
|  | Голова Державної податкової адміністрації Микола Азаров розглядається як один з кандидатів на місце прем'єра. Але вибір тоді падає, звісно, на Віктора Ющенка. |

- Голова — Янукович, заступник  — Гайдук[2]

Таким чином, «ЗЕВС» сприяв входженню у владний режим команди «старих донецьких», а в подальшому — від 2006 до 2014 — узурпації влади за російським зразком (ЄР).

## Програма
У новій Програмі, 27 лютого 2001 виділена головна мета Союзу — «залучення об'єднань громадян, жителів області в творчу діяльність, компетентне і вміле відстоювання власних інтересів». Як зазначено у програмі, Спілка покликана об'єднати всі конструктивні сили Донецького краю, щоб відродити і реформувати регіон. Нова програма може бути втілена в життя тільки за умови збереження політичної стабільності — це один з основних тез прийнятого нового документа.